# Wittepoortsbrug
De Wittepoortsbrug verbindt het Noordeinde met het Noordeindeplein over de Witte Singel in de Nederlandse stad Leiden.

## Typering
De Wittepoortsbrug is uitgevoerd als vaste stalen liggerbrug met twee pijlers met een betondek en gietasfalt bovendek. De brug is 15,00 m breed met als wegindeling een rijweg van 9,00 m, en aan weerszijden trottoirs van 3,00 m.

## Geschiedenis
De derde grote uitbreiding van de stad Leiden kwam in de periode 1385 - 1389 tot stand door het graven van de (huidige) Witte Singel, de Zoeterwoudsesingel en de Geregracht. In 1389 werd hier - op de belangrijke route richting Den Haag - de eerste (ophaal)brug gebouwd. Leiden kreeg in dat jaar ook het recht om de stad te ommuren, waardoor circa 1419 ook een stadspoort, geheten de Witte Poort, tot stand kwam.
Toen de Witte Poort in 1573 uitgebreid werd met een ravelijn werd de brug verlegd. In 1592 gebeurde dit opnieuw wegens de vergroting van het bolwerk en kwam er een houten brug van acht overspanningen, waar tussen twee enkele ophaaldelen. In 1669 werd de Witte Singel verbreed en moest de brug geheel vernieuwd worden. In 1723 gebeurde dat opnieuw, maar toen voor de eerste keer in steen. Nu kreeg de brug elf doorvaartopeningen met twee ophaaldelen. In 1817 werden de valbruggen vervangen door vaste dekken. Toen de Witte Poort in 1862 werd gesloopt kwam er een vaste gietijzeren brug, gebouwd door ijzergieterij D.A. Schretlen & Co uit Leiden. In 1937 werd deze brug sterk verbreed en verlaagd.
In de binnenstad:

Aeldisbrug ·
Alkemadebrug ·
Asschuurbrug ·
Blauwpoortsbrug ·
Blekersbrug ·
Bostelbrug ·
Catharinabrug ·
Derde Waardbrug ·
Doelenbrug ·
Doelengrachtsbrug ·
Doelenpoortsbrug ·
Dullebrug ·
Franciskanerbrug ·
Gansoordbrug ·
Gepekte Brug ·
Groenebrug ·
Groenhazenbrug ·
Grofsmederijbrug ·
Grote Havenbrug ·
Hapynionbrug ·
Helarbrug ·
Herenbrug ·
Herenpoortsbrug ·
Hogewoerdsbrug ·
Hoogeveensbrug ·
Huigbrug ·
Hulpwerfbrug ·
Jan van Houtbrug ·
Jan Vossenbrug ·
Karnemelksbrug ·
Katoenbrug ·
Kazernebrug ·
Kerkbrug ·
Kerkpleinbrug ·
Kippenbrug ·
Kleine Havenbrug ·
Kleine Paterbrug ·
Koepoortsbrug ·
Koornbrug ·
Koningsbrug ·
Kraaierbrug ·
Laatste Brug ·
Lijsbethbrug ·
Looiersbrug ·
Lourisbrug ·
Loviumbrug ·
Marebrug ·
Marepoortsbrug ·
Mecklenburgerbrug ·
Minnebroersbrug ·
Molensteegbrug ·
Morspoortbrug ·
Nassaubrug ·
Neksluisbrug ·
Nieuwsteegbrug ·
Nonnenbrug ·
Noordeindsbrug ·
Noord-Kijfbrug ·
Oranjebrug ·
Paterbrug ·
Pauwbrug ·
Poppebrug ·
Rembrandtbrug ·
Reuvensbrug ·
Rijnbrug ·
Rijnsburgerbrug ·
Scheluwbrug ·
Singelbrug ·
Sint Jansbrug ·
Sint Jeroensbrug ·
Sint Sebastiaansbrug ·
Stadsmolensluis ·
Tapijtkloppersbrug ·
Trekvaartbrug ·
Turfmarktsbrug ·
Tweede Waardbrug ·
Utrechtse Brug ·
Valkbrug ·
Van Disselbrug ·
Verversbrug ·
Vierde Waardbrug ·
Visbrug ·
Vlietbrug ·
Vreewijkbrug ·
Warmonderbrug ·
Weverbrug · 
Wijnbrug ·
Wisenniabrug ·
Wittepoortsbrug ·
Zijlpoortsbrug ·
Zuid-Kijfbrug ·
Zuidsingelbrug
Overige bruggen:

Groenhovenbrug ·
Haagbrug ·
Haagsche Schouwbrug ·
Hoflandbrug ·
Hooghkamerbrug ·
Jaagbrug ·
Jan van Goyenbrug ·
Julius Caesarbrug ·
Kanaalbrug · 
Lammebrug ·
Oud-Hortuszichtbrug ·
Trekvlietbrug ·
Schrijversbrug ·
Spanjaardsbrug ·
Spoorbrug RSK ·
Spoorbrug De Vink ·
Staatsspoorbrug ·
Stevensbrug ·
Stevenshofbrug ·
Sumatrabrug ·
Waddingerbrug ·
Wilhelminabrug ·
Wouterenbrug ·
Zijlbrug